# Лазаренко, Наталия Валентиновна
Наталия Валентиновна Лазаренко (5 февраля 1971) —  российская женщина-борец вольного стиля, призёр чемпионата мира, чемпионка Европы, мастер спорта России международного класса.

## Спортивная карьера
В мае 1993 года в Иваново стала чемпионкой Европы. На чемпионате мира в Москве в сентябре 1995 года стала бронзовым призёром.

## Спортивные результаты
- Чемпионат Европы по борьбе 1993 — ;
- Чемпионат мира по борьбе 1994 — 5;
- Чемпионат мира по борьбе 1995 — ;

## Личная жизнь
Является выпускником Университета имени Лесгафта.